# Shahrestān di Gachsaran
Lo shahrestān di Gachsaran (farsi شهرستان گچساران) è uno degli 8 shahrestān della provincia di Kohgiluyeh e Buyer Ahmad, il capoluogo è Dogonbadan. Lo shahrestān è suddiviso in una circoscrizione (bakhsh): 
- Centrale (بخش مرکزی)